# McVitie's

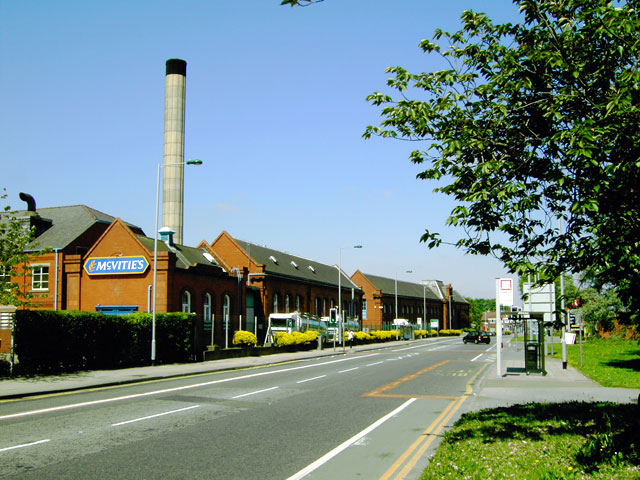
Fábrica McVitie's en Manchester que produce más de 2000 galletas Jaffa por minuto.

McVitie's es una marca de galletas inglesa que pertenece a la multinacional United Biscuits. 
Su nombre proviene del fabricante original escocés McVitie & Price, Ltd., ubicado en 1830 en Rose Street en Edimburgo.

## Historia
La fábrica original en Edimburgo sufrió un devastador incendio en 1894. El mismo año, sin embargo, fue reconstruida y seguiría funcionando hasta 1969, cuando se cesó la producción y se trasladó la empresa definitivamente a Mánchester. En 1948 la sociedad McVitie's se fusionó con otra empresa familiar escocesa, Mcfarlane, fundando así la multinacional United Biscuits. 
Los productos McVitie's son producidos actualmente en las cinco fábricas del Reino Unido: las dos más antiguas en Mánchester y Londres, otra fábrica que pertenecía a la empresa Mcfarlane en Glasgow, otra en Carlisle y la última ubicada en Halifax. 
La primera galleta que fabricaron fue la McVitie's Digestive, la primera digestive del mundo, creada por un empleado llamado Alexander Grant en 1892. La galleta se llamó así porque pensaban que la levadura química que contenía facilitaba la digestión. 
La McVitie's Chocolate Digestive fue creada en 1925. Más de 71 millones de paquetes de este tipo de galleta se comen en el Reino Unido cada año, lo que hace una media de 52 galletas por segundo. Los McVitie's Hobnobs se lanzaron en 1985 y más tarde, en 1987, apareció la variante con chocolate con leche. 
Sin embargo, las galletas más vendidas del Reino Unido son las galletas Jaffa, lanzadas al mercado en 1927.
En 1947, McVitie's fue la empresa elegida para crear la tarta de bodas en la boda de la reina Isabel II y el príncipe Felipe de Edimburgo.
En 2014, la empresa turca Yıldız Holding adquirió el grupo United Biscuits y, por ende, la marca McVitie's.

## Líneas de producción

### Galletas
- Digestives
- Fig Roll
- Ginger Nuts
- Hobnobs
- Cookies, incluyendo Boasters
- Rich Tea
- Penguin
- Taxi
- Gold Bar
- Sablés pur beurre
- Fruit shortcake
- Tasties
- BN
- Deli choc
- Trio
- United
- Club biscuits

### Tartas
- Lyle's Golden Syrup Cake
- Jamaica Ginger Cake
- Lemon Cake
- Mini Rolls
- Waffles
- Tunis Cake
- Fruit Cake
- Carrot Cake
- Jaffa Cakes

### Otros dulces
- Cheddars
- Mini Cheddars
- Krackawheats
- Victoria Biscuit Selection
- McVities Digestive Slices
- Breakfast
- Nibbles (Digestive and hobnob varieties)
- Digestive Thins